# Roland Collombin
Roland Collombin (Bagnes, 17 febbraio 1951) è un ex sciatore alpino svizzero, vincitore di due Coppe del Mondo di discesa libera e di una medaglia d'argento olimpica e iridata nella medesima specialità.

## Biografia

### Stagioni 1972-1973
Discesista puro di grande talento originario di Versegères di Bagnes, Roland Collombin ottenne il primo risultato di rilievo in Coppa del Mondo il 12 dicembre 1971 sulle nevi di Val-d'Isère, dove si piazzò 7º. L'anno seguente partecipò agli XI Giochi olimpici invernali di Sapporo 1972, sua unica presenza olimpica, dove vinse la medaglia d'argento nella discesa libera (valida anche ai fini dei Mondiali 1972) alle spalle del connazionale Bernhard Russi.
In Coppa del Mondo nella stagione 1972-1973 si aggiudicò la Coppa del Mondo di specialità con 24 punti di vantaggio su Russi, grazie anche a cinque podi con quattro vittorie in tre classiche della discesa libera: la Saslong della Val Gardena il 15 dicembre (suo primo podio nel circuito), la Kandahar di Garmisch-Partenkirchen il 6 e il 7 gennaio e la Streif di Kitzbühel il 27 gennaio. In classifica generale fu 3º.

### Stagioni 1974-1976
Anche nella stagione 1973-1974 si aggiudicò la coppa di cristallo di specialità (con 20 punti di margine su Franz Klammer), dopo aver ottenuto sei podi e quattro vittorie tra le quali quelle sui prestigiosi tracciati Kandahar a Garmisch-Partenkirchen (6 gennaio), Lauberhorn a Wengen (19 gennaio) e Streif a Kitzbühel (26 gennaio, ultimo podio e ultimo piazzamento nella carriera di Collombin). Nella classifica generale chiuse al 4º posto, mentre ai Mondiali di Sankt Moritz 1974 non completò la gara disputata il 9 febbraio.
L'8 dicembre di quello stesso 1974 cadde nella discesa libera di Coppa del Mondo disputata a Val-d'Isère, infortunandosi gravemente alla schiena e dovendo chiudere anzitempo la stagione; ritornò in pista soltanto un anno dopo, nuovamente a Val-d'Isère, ma nelle prove della discesa libera il 7 dicembre 1975 cadde nuovamente nello stesso punto procurandosi la frattura di due vertebre e restando temporaneamente paralizzato: poté riprendere a camminare solo più di due mesi dopo l'infortunio. La sua carriera si chiuse prematuramente lì; quel tratto di pista è ora chiamato in suo onore "Bosse à Collombin".

## Palmarès

### Olimpiadi
- 1 medaglia, valida anche ai fini dei Mondiali:
  - 1 argento (discesa libera a Sapporo 1972)

### Coppa del Mondo
- Miglior piazzamento in classifica generale: 3º nel 1973
- Vincitore della Coppa del Mondo di discesa libera nel 1973 e nel 1974
- 11 podi (tutti in discesa libera):
  - 8 vittorie
  - 3 secondi posti

#### Coppa del Mondo - vittorie
| Data             | Località               | Paese          | Specialità |
| ---------------- | ---------------------- | -------------- | ---------- |
| 15 dicembre 1972 | Val Gardena            | Italia         | DH         |
| 6 gennaio 1973   | Garmisch-Partenkirchen | Germania Ovest | DH         |
| 7 gennaio 1973   | Garmisch-Partenkirchen | Germania Ovest | DH         |
| 27 gennaio 1973  | Kitzbühel              | Austria        | DH         |
| 6 gennaio 1974   | Garmisch-Partenkirchen | Germania Ovest | DH         |
| 12 gennaio 1974  | Avoriaz                | Francia        | DH         |
| 19 gennaio 1974  | Wengen                 | Svizzera       | DH         |
| 26 gennaio 1974  | Kitzbühel              | Austria        | DH         |

Legenda:

DH = discesa libera